# ハンス・フロイデンタール

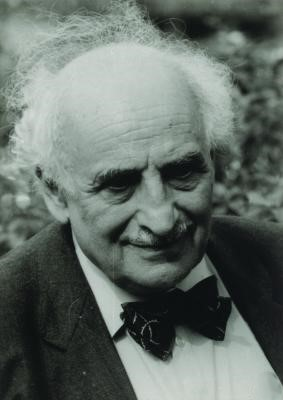
ハンス・フロイデンタール

ハンス・フロイデンタール (Hans Freudenthal, 1905年9月17日 - 1990年10月13日) は、ドイツ生まれのオランダの数学者。
代数的トポロジーに多大な功績を残し、文学、哲学、歴史や数学教育にも関心をもった。

## 略歴
1905年9月17日、ブランデンブルクのルッケンヴァルデにユダヤ人教師の息子として生まれた。子どもの頃から数学と文学に興味を持ち、1923年初めにベルリン大学で数学を学んだ 。1927年に講義をしにベルリンに来ていたブラウワーに出会い、同年パリ大学を訪れた。1930年にベルリンでハインツ・ホップとともに位相群の端点に関する論文を完成させ、審査を通り、1931年10月に公式に学位を授与された。論文審査の後、1930年にブラウワーの助手の地位に就くためアムステルダムへ移った。この戦前期のアムステルダムにおいて、アムステルダム大学の講師に昇進し、オランダ人教師のスース・ルッターと結婚した。
彼はドイツ系ユダヤ人であったが、フロイデンタールのオランダでの地位は国民社会主義ドイツ労働者党（ナチス）の権力掌握が始まった1933年に通った反ユダヤ人法からは除外された 。しかし、1940年にドイツがオランダに侵攻するとナチスによってアムステルダム大学を停職に追いやられた。1943年にオランダ・ハベルテ村にある強制収容所に送られるが、ユダヤ系でなかったため無事であった妻の助けにより1944年に脱出し、家族とともに占領下のオランダで身を潜めた。この期間は小説の賞に偽名で1等をとることを含む執筆活動に時間のほとんどを費やした。
戦後アムステルダム大学での地位は戻ったが、1946年ユトレヒト大学の純粋・応用数学と数学基礎論の教授職を得て、生涯そこに務めた 。1967年から1970年まで第8代数学教育国際会議長を務めた 。1971年にユトレヒト大学に数学教育発展のための研究所を設立した。後にフロイデンタール研究所と改称され、現在は科学と数学教育のためのフロイデンタール研究所という名前になっている。1975年に教授職を引退し、1981年には編集者からも引退した 。
1990年にユトレヒトで亡くなった。いつも朝の散歩をしていた公園のベンチで座っているときであった。

## 功績
1931年に雑誌論文として出版された論文において位相群の端点の概念を導入した。端点は空間が無限に広がっていく方向という直観的なアイデアをつかむことを意図していたが、入れ子状のコンパクト集合からなる列による空間の被覆を用いた正確な数学的定式化を持つ。端点は、フロイデンタールの応用を動機付けた位相群論、そして極小曲面といった他の数学分野において今でも重要なものである。
ブラウワーと共同研究していた1936年、リース空間の単関数による一様近似の存在におけるフロイデンタールのスペクトル定理を証明した 。1937年には、フロイデンタールの懸垂定理を証明した。この結果は球面のホモトピー群を理解するうえで重要（なぜならすべての球面は低次元の球面の懸垂として位相的に構成することができるからである）で、最終的に安定ホモトピーの理論の基礎を形成した。フロイデンタールの魔法陣はリー代数の構造で1950年代、60年代にフロイデンタールによって発展した（ジャック・ティッツも独立に同様の研究を行った）。それぞれのリー代数を一対の多元体に関連付けた。
晩年には初等数学教育に焦点を当てた。1970年代に独力でオランダが世界の流行であった"新数学"(new math)へ追随するのを中止させた。彼はまた、初期の国際学力調査の一つを厳しく批判した。
1969年に解答への充分な情報が欠けているように見える数学的パズル"Impossible Puzzle"を刊行した。彼はまた、地球外知的生命体とのコミュニケーションを可能にするために、Lincosという人工言語を考案した。

## 賞与
1951年にオランダ王立芸術科学アカデミーの会員となった。国際科学史アカデミーの名誉会員でもある。1984年にフーテン・ハンゼンベール賞を受賞した。
2000年に数学教育国際会議はハンス・フロイデンタール・メダルを制定した。2003年より奇数年に「主要な研究の累積プログラム」の形式での「数学教育研究における突出した功績」に対して贈られる。受賞者にはCelia Hoyles, Paul Cobb, Anna Sfard, Yves Chevallard, Luis Radford, Frederick Leungがいる。
小惑星番号9686の天体の名前は彼に因んでいる。

## 著書
- Freudenthal, Hans (1931), “Über die Enden topologischer Räume und Gruppen”, Mathematische Zeitschrift 33:  692–713, doi:10.1007/BF01174375, Zbl 0002.05603
- Freudenthal, Hans (1936), “Teilweise geordnete Moduln” (German), Proc. Akad. Wet. Amsterdam 39:  641–651, Zbl 0014.31302.
- Freudenthal, Hans (1937), “Über die Klassen der Sphärenabbildungen. I. Große Dimensionen” (German), Compositio Mathematica 5:  299–314, Zbl 0018.17705.
- Freudenthal, Hans (1960), Lincos: design of a language for cosmic intercourse, Studies in logic and the foundations of mathematics, North-Holland Pub. Co..
- Freudenthal, Hans; de Vries, H. (1969), Linear Lie Groups, Pure and Applied Mathematics, 35, New York: Academic Press, MR0260926.
- Freudenthal, Hans (1972), Mathematics as an Educational Task, Springer, ISBN 9789027702357.
- Freudenthal, Hans (1986), Didactical Phenomenology of Mathematical Structures, Mathematics Education Library, 1, Springer, ISBN 9789027722614.
- Freudenthal, Hans (1991), Revisiting Mathematics Education: China Lectures, Kluwer Academic Publishers, ISBN 0-7923-1299-6.
- Freudenthal, Hans; Freudenthal, Matías (2015) (スペイン語), El viaje de Ofantito, Granada (Spain): Esdrújula Ediciones, ISBN 978-84-164850-9-3 [Children's story left unfinished in 1943, completed and translated into Spanish by his son Matijs (Matías)].[21]

## 関連資料
- Autobiography by Hans Freudenthal, Hans, schrijf dat op
- Strambach, Karl; Veldkamp, Ferdinand D. (1981), “A tribute to Hans Freudenthal”, Geometriae Dedicata 11 (1):  125, doi:10.1007/BF00183195.
- Howson, G. (1985), “Hans Freudenthal and the foundations of a discipline of mathematics education”, Nieuwe Wiskrant 5:  68–72.
- Van Est, W. T. (1993), “Hans Freudenthal (17 September 1905–13 October 1990)”, Educational Studies in Mathematics 25 (1–2):  59–69, doi:10.1007/BF01274102.
- Strambach, Karl; Veldkamp, Ferdinand D. (1991), “In memoriam Hans Freudenthal”, Geometriae Dedicata 37 (2):  119, doi:10.1007/BF00147407.
- Gravemeijer, K.; Terwel, J. (2000), “Hans Freudenthal: A mathematician on didactics and curriculum theory”, Journal of Curriculum Studies 32 (6):  777–796, doi:10.1080/00220270050167170.